# Waking Life
Waking Life är en amerikansk animerad (rotoskopi) långfilm från 2001 i regi av Richard Linklater, med Trevor Jack Brooks, Lorelei Linklater, Wiley Wiggins och Glover Gill i rollerna.
Wiley Wiggins är huvudpersonen som under filmen befinner sig i en klardröm. Han träffar i sin dröm många olika personligheter som han har många olika diskussioner med.

## Rollista
- Wiley Wiggins spelar huvudrollen.

I filmen medverkar även en lång rad personer:
- Eamonn Healy
- Speed Levitch
- Adam Goldberg
- Nicky Katt
- Alex Jones
- Steven Soderbergh
- Ethan Hawke
- Julie Delpy
- Steven Prince
- Caveh Zahedi
- Otto Hofmann